# Медвежье (Гомельская область)
Медвежье (бел. Мядзвежжа) — деревня в Ровковичском сельсовете Чечерском районе Гомельской области Беларуси.

## География

### Расположение
В 13 км на юго-запад от Чечерска, 29 км от железнодорожной станции Буда-Кошелёвская (на линии Гомель — Жлобин), 57 км от Гомеля.

## Транспортная сеть
Транспортные связи по просёлочной, затем автомобильной дороге Науховичи — Ровковичи. Планировка состоит из короткой улицы, ориентированной с юго-запада на северо-восток, к которой на севере присоединяется переулок. Застройка деревянная, усадебного типа.

## История
Основана в начале XX века переселенцами из соседних деревень. Наиболее активная застройка приходится на 1920-е годы. В 1926 году почтовый пункт, в Науховичском сельсовете Чечерского района Гомельского округа. В 1930 году организован колхоз. Согласно переписи 1959 года в составе колхоза имени С. М. Кирова (центр — деревня Крутое).

## Население

### Численность
- 2004 год — 10 хозяйств, 18 жителей.

### Динамика
- 1926 год — 37 дворов, 172 жителя.
- 1959 год — 180 жителей (согласно переписи).
- 2004 год — 10 хозяйств, 18 жителей.